# Kampotský pepř

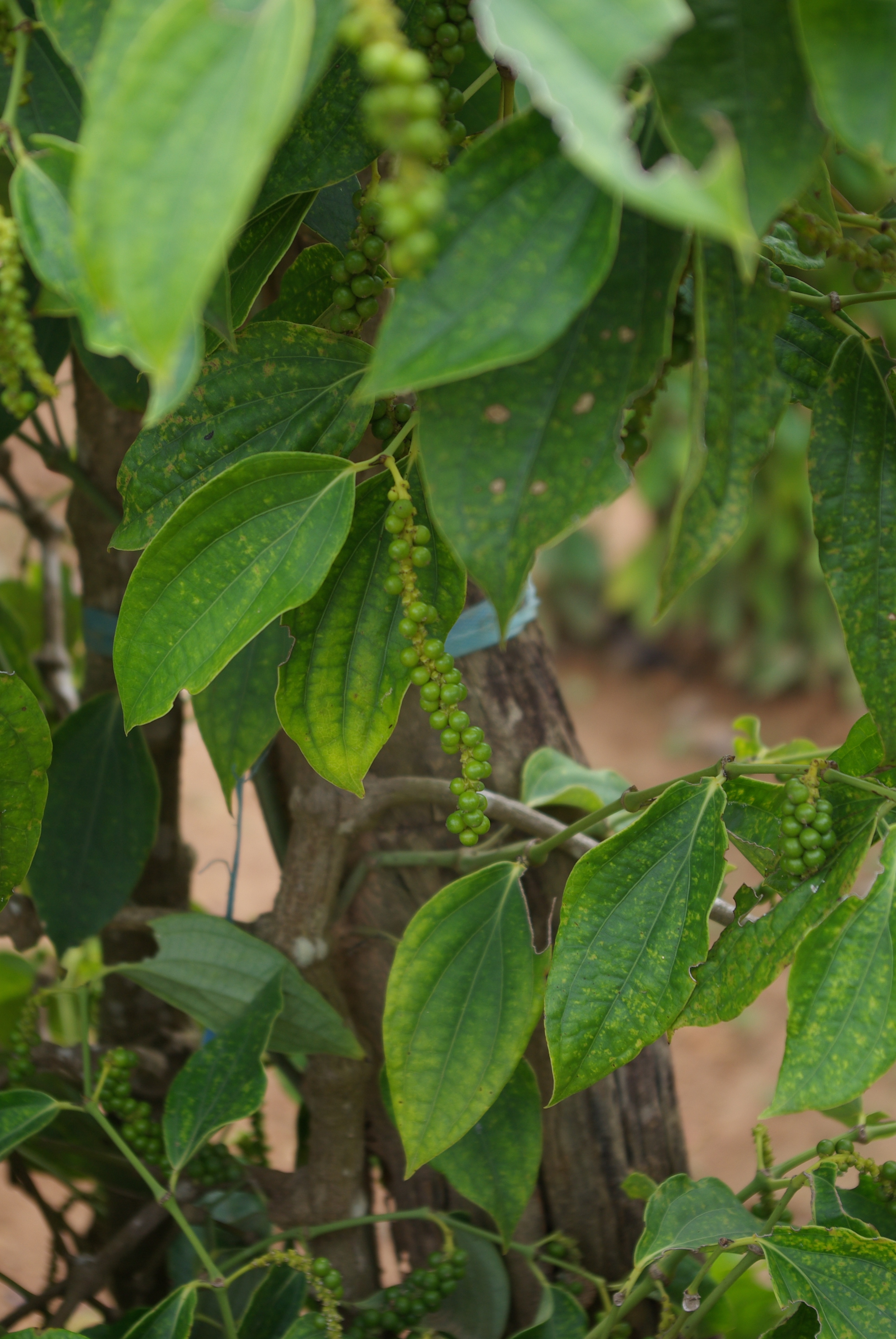
Zelený kampotský pepř

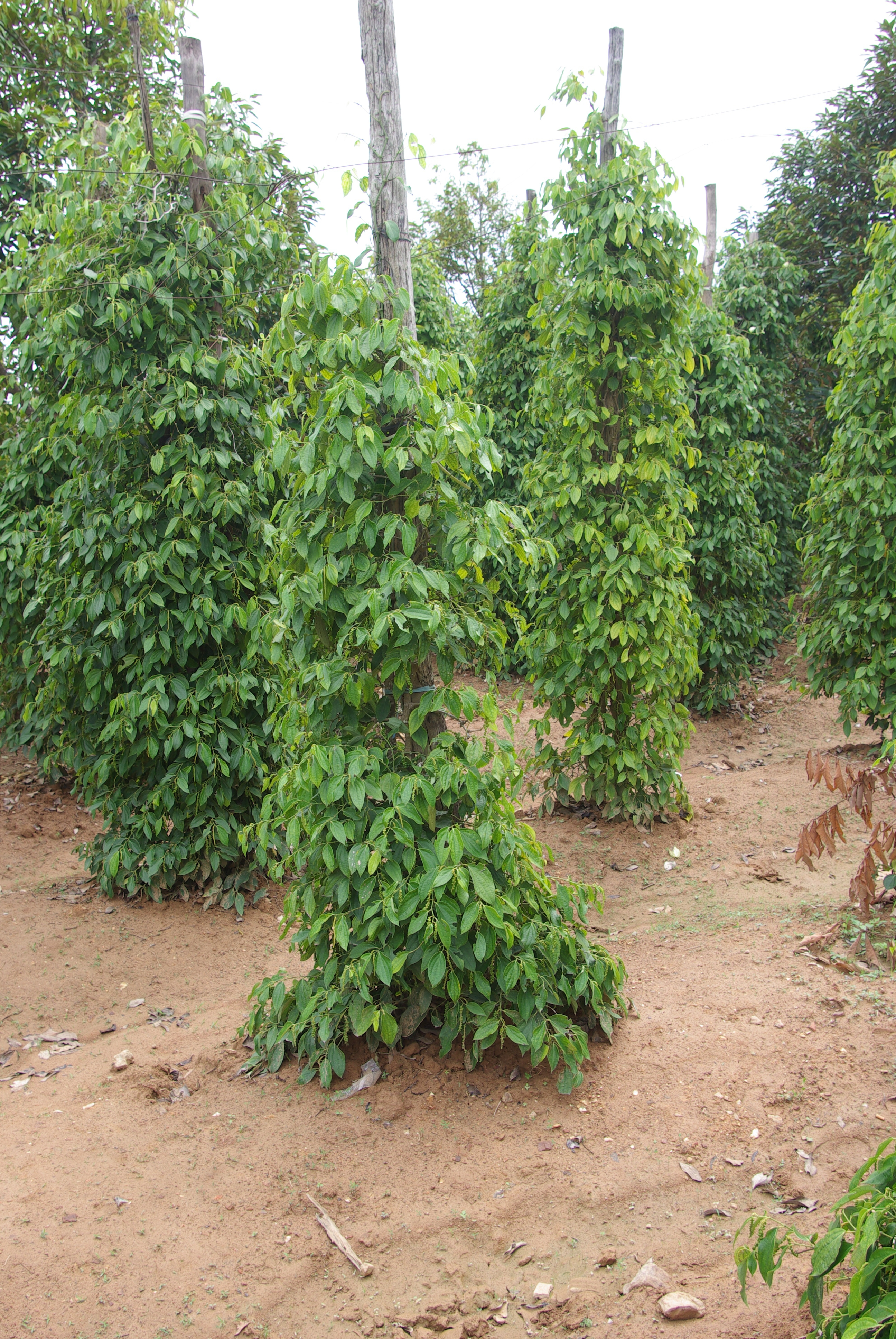
Rostliny kampotského pepře

Kampotský pepř je kultivar pepře (piper nigrum), který se pěstuje a produkuje v provincii Kampot v jižní Kambodži. Je certifikován označením původu od roku 2010.

## Historie kampotského pepře
Kultivace kampotského pepře má dlouhou historii. Poprvé ji popsal ve 13. století čínský diplomat Žu Daguan, který oblast Kampot navštívil. Moderní intenzivní produkce kampotského pepře byla zahájena v 70. letech 19. století během francouzské koloniální nadvlády. Na začátku 20. století bylo každoročně vyprodukováno asi 8000 tun kampotského pepře, v 60. letech 20. století asi 3000 tun. Další produkce pepře byla nicméně silně postižena občanskou válkou v Kambodži a do konce 20. století byly sklizeny pouze 4 tuny ročně.
Produkce kampotského pepře znovu pomalu vzrostla na počátku nového století. Od července 2015 existuje v provincii Kampot šest pepřových farem, zámořský trh sestává převážně z Evropy, Spojených států amerických, Japonska, Koreje a Tchaj-wanu. V roce 2010 jako první kambodžský produkt získal kampotský pepř certifikát Geographical Indication (označení původu) a od té doby se mezinárodní poptávka po kampotském pepři zvýšila. Roční objem vývozu je nicméně i přesto malý, v roce 2014 bylo vyprodukováno asi 58 tun pepře na ploše 25 hektarů.

## Produkce
Kampotský pepř se produkuje ve čtyřech formách: zelený, černý, bílý a červený, přičemž všechny pocházejí ze stejné rostliny. Rozdíl je přitom ve způsobu sklizně a době zrání. Zelený pepř, tak jak ho známe, si zachovává svou barvu díky procesu dehydratace, při sušení z něj pak vzniká pepř černý. Červenou barvu získávají kuličky při dosažení plné zralosti a bílá barva je způsobena odstraněním slupky z dříve namočených červených zrníček. Podnebí provincie Kampot má vhodné podmínky pro kultivaci pepře a křemenité půdy v podhůří hor Dâmrei vytvářejí pro kampotský pepř jedinečný terroir. Znalost pěstování této rostliny byla v provincii Kampot předávána mezi generacemi nejméně od 13. století. Důležité jsou rovněž podmínky skladování pepře.
Plantáže jsou kontrolovány organizací Kampot Pepper Producers Association a nezávislou organizací ECOCERT.